# Kentucky Derby 1917
Kentucky Derby 1917 var den fyrtiotredje upplagan av Kentucky Derby. Löpet reds den 12 maj 1917 över 1 1⁄4 miles (2 012 m). Löpet vanns av Omar Khayyam som reds av Charles Borel och tränades av Charles T. Patterson.
Förstapriset i löpet var 16 600 dollar. Femton hästar deltog i löpet efter att Penrod, Diamond och Sol Gilsey strukits innan löpet. Segrande häst Omar Khayyam som var uppfödd i England blev den första utländska häst att segra i löpet.

## Resultat
| P  | S  | Häst            | Jockey           | Tränare               | Ägare                                 | Tid     |
| -- | -- | --------------- | ---------------- | --------------------- | ------------------------------------- | ------- |
| 1  | 8  | Omar Khayyam    | Charles Borel    | Charles T. Patterson  | C. K. G. Billings & Frederick Johnson | 2:04.60 |
| 2  | 3  | Ticket          | John McTaggart   | A. J. Goldsborough    | Andrew Miller                         |         |
| 3  | 1  | Midway          | Claude Hunt      | William J. Young      | James W. Parrish                      |         |
| 4  | 11 | Rickety         | Frank Robinson   | James G. Rowe, Sr.    | Harry Payne Whitney                   |         |
| 5  | 9  | War Star        | Merrit C. Buxton | Walter B. Jennings    | A. Kingsley Macomber                  |         |
| 6  | 14 | Manister Toi    | Frank Keogh      | John J. Flanigan      | Emil Herz                             |         |
| 7  | 4  | Skeptic         | Eddie Martin     | John I. Smith         | Herbert H. Hewitt                     |         |
| 8  | 2  | Guy Fortune     | Danny Connelly   | Dan Lehan             | Pastime Stable                        |         |
| 9  | 12 | Star Master     | Johnny Loftus    | Walter B. Jennings    | A. Kingsley Macomber                  |         |
| 10 | 13 | Stargazer       | Willie Crump     | Walter B. Jennings    | A. Kingsley Macomber                  |         |
| 11 | 5  | Cudgel          | Frank Murphy     | James T. Mooney       | John W. Schorr                        |         |
| 12 | 7  | Green Jones     | Roscoe Goose     | William Huntley Baker | William Huntley Baker                 |         |
| 13 | 10 | Top o' the Wave | John Morys       | George Zeigler        | Beverwyck Stable                      |         |
| 14 | 6  | Berline         | Walter Andress   | John S. Ward          | John S. Ward                          |         |
| 15 | 15 | Acabado         | Andy Schuttinger | William C. Clancy     | Wickliffe Stable                      |         |

Segrande uppfödare: Sir John Robinson; (Eng.)